# Trofim i Talus
Trofim i Tal(l)us (zm. ok. 308) – męczennicy chrześcijańscy z Laodycei, święci katoliccy.
Według krótkiej Pasji, która zachowała się, pochodzili ze Stratoniki. Obaj znajdowali się w Laodycei we Frygii, gdy trwały prześladowania chrześcijan za panowania Dioklecjana. Za głoszenie nauk Jezusa Chrystusa zostali aresztowani i ukrzyżowani.
Ich wspomnienie liturgiczne obchodzone jest w Kościele katolickim 11, 15 lub 21 marca.